# Bombylius waterbergensis
Bombylius waterbergensis är en tvåvingeart som beskrevs av Hesse 1938. Bombylius waterbergensis ingår i släktet Bombylius och familjen svävflugor. Inga underarter finns listade i Catalogue of Life.